# 昂贝尔
昂贝尔（法語：Ambert，法語發音：[ɑ̃bɛʁ] ⓘ），法国中南部城市，奥弗涅-罗讷-阿尔卑斯大区多姆山省的一个市镇，同时也是该省的一个副省会，下辖昂贝尔区，其市镇面积为60.48平方公里，2022年1月1日时人口数量为6,556人，在法国城市中排名第1,605位。
昂贝尔位于多姆山省东南部，福雷山西侧的一处山间谷地内，多尔河流经市区西侧，是一个区域性的中心城市，因同名奶酪而闻名。

## 地名来源
昂贝尔的地名来源存在多种说法，法国语言学家格扎维埃·德拉马尔及当地地方文学家弗朗索瓦·安热利认为该名称出自高卢语“Ambertitus”，意为“河滩”或“常被河水淹没的河滩”；另一名法国语言学家埃内斯特·内格尔则认为该名称出自日耳曼人名“Ambertus”。
昂贝尔所处区域历史上曾通行奥克语奥弗涅方言，“Ambert”对应的奥克语拼写为“Embèrt”。

## 历史

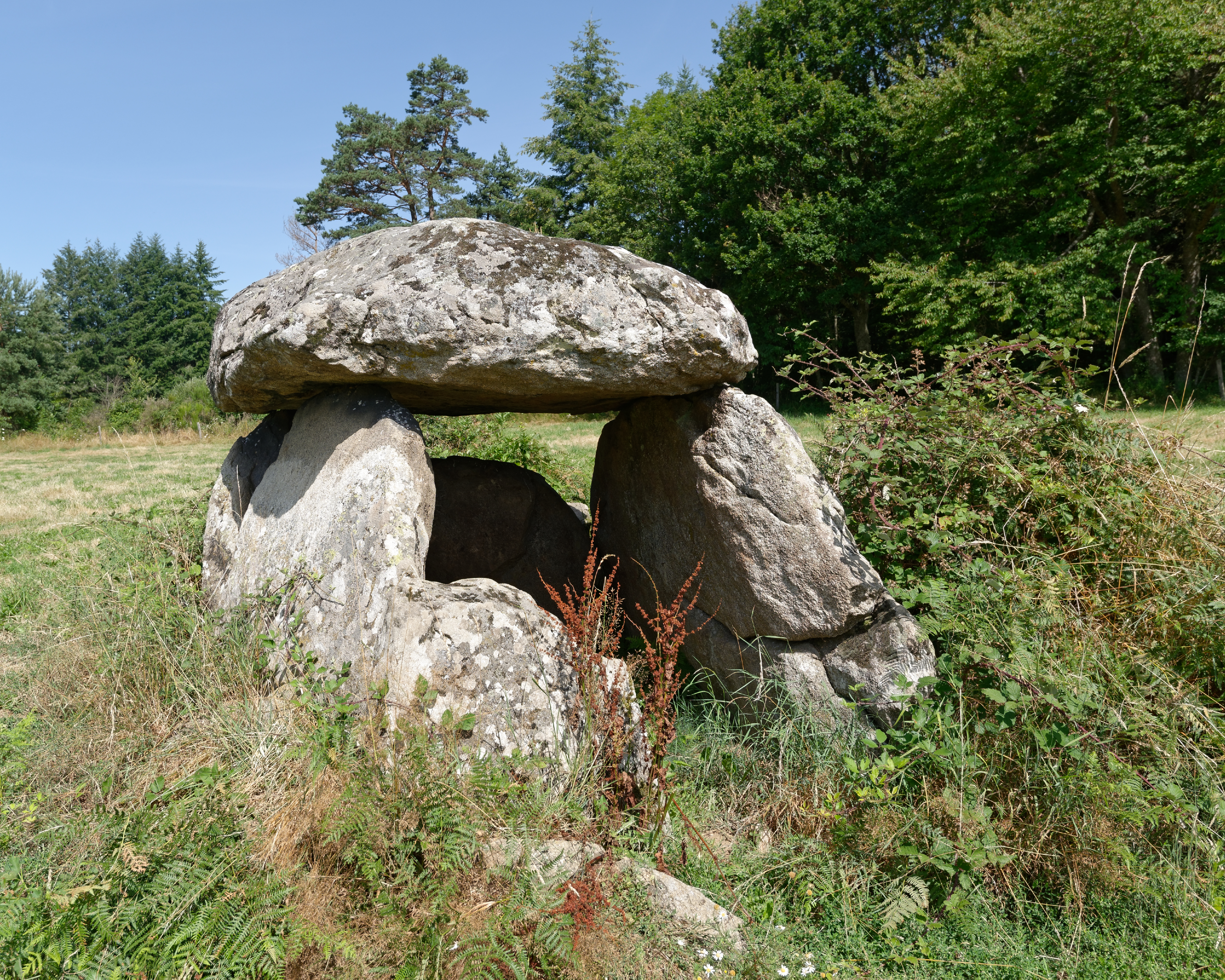
布瓦塞尔巨石阵

昂贝尔的早期历史尚不清楚，其境内有一处新石器时期的布瓦塞尔巨石阵。古典时期，生活于此的部落成员可能参与了反抗凯撒的战争。中世纪时，昂贝尔的领主获得了男爵头衔。当地的圣让教堂于1551年建成，后者是这一地区的一座典型的文艺复兴哥特式建筑。17世纪时，昂贝尔境内出现了多处教会，奶酪制作和贸易是当地重要的经济活动，当地出产的奶酪在18世纪时曾一度被用作交换货币。法国大革命后，昂贝尔成为多姆山省的一个市镇，并在1790至1800年间为该省的一个地区行署，后改建为副省会。工业革命期间，得益于当地的木材开垦，昂贝尔逐渐发展成为一个区域性的造纸中心，当地出现了多处造纸厂。20世纪初，昂贝尔奶酪的作坊逐渐转移至森林更茂密的福雷山东侧地区。途径昂贝尔的圣日耳曼代福塞－达尔萨克铁路于1892年建成通车，后于1938年停止客运服务，昂贝尔附近的路段于1979年被当地民间成立的Agrivap联盟收购，用于开行旅游列车。

## 地理

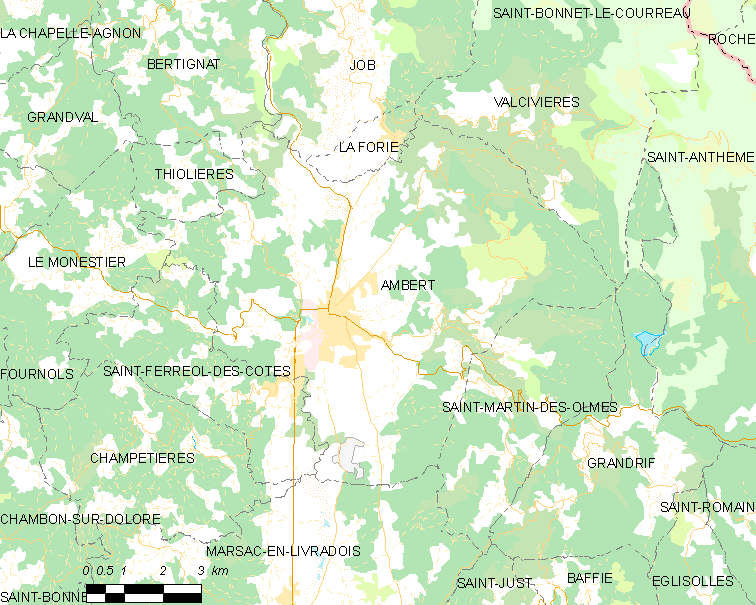
昂贝尔市镇范围地图

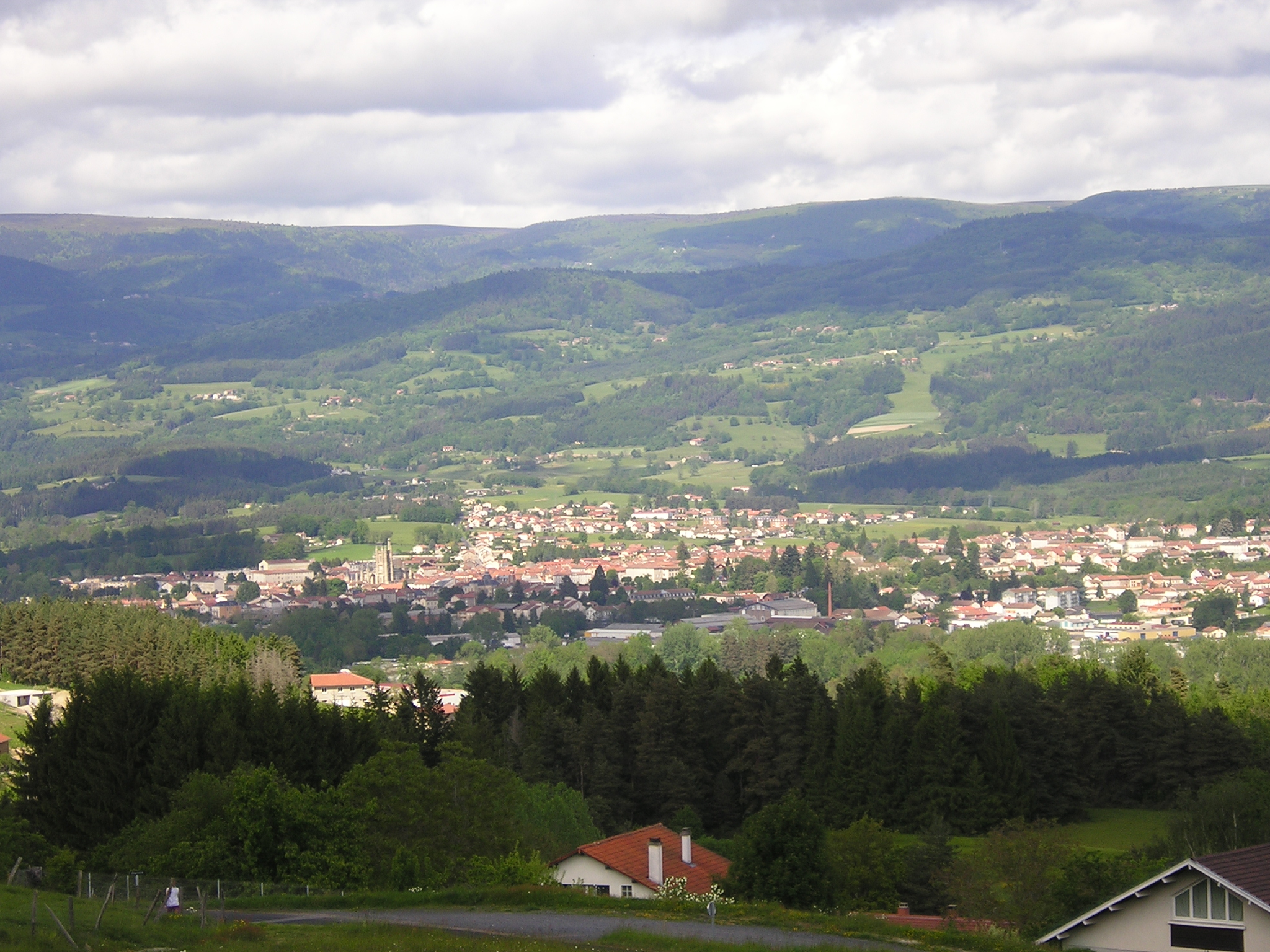
远眺昂贝尔全景

昂贝尔位于法国中南部，奥弗涅-罗讷-阿尔卑斯大区中西部和多姆山省东南部，距离省会克莱蒙费朗大约73公里。与昂贝尔接壤的市镇包括：贝尔蒂尼亚、蒂奥利耶尔、拉福里、若布、瓦尔西维耶尔、勒莫内斯捷、圣费雷奥勒代科特、利夫拉杜瓦地区马尔萨克和圣马丁代索尔姆。

### 地形
昂贝尔位于法国中央高原腹地，福雷和利夫拉杜瓦两条山脉之间的河谷地带，境内以平原和山地为主，市镇中心地势较为平坦，东西两侧为陡峭的山地，全境海拔在514到1365米之间。

### 水文
昂贝尔位于卢瓦尔河流域范围内，多尔河自南向北流经市区西侧，其右岸支流波尔泰特溪（ruisseau de la Portette）自东向西流经昂贝尔市区。此外市区西部还有一处蓄水湖（Plan d'eau），其附近开辟有休闲体育公园。

### 植被
昂贝尔属于温带阔叶混交林区，部分高海拔地区有针叶林分布。林地主要分布于河流附近，并散落分布于山地地区。
在鲜花城市的评比中，昂贝尔被评为3星级鲜花城市。

### 气候
昂贝尔在柯本气候分类法中属于高山气候。
昂贝尔境内设有气象站，以下为该气象站的数据：
| 昂贝尔 1981年－2019年 | 昂贝尔 1981年－2019年 | 昂贝尔 1981年－2019年 | 昂贝尔 1981年－2019年 | 昂贝尔 1981年－2019年 | 昂贝尔 1981年－2019年 | 昂贝尔 1981年－2019年 | 昂贝尔 1981年－2019年 | 昂贝尔 1981年－2019年 | 昂贝尔 1981年－2019年 | 昂贝尔 1981年－2019年 | 昂贝尔 1981年－2019年 | 昂贝尔 1981年－2019年 | 昂贝尔 1981年－2019年 |
| 月份                  | 1月                   | 2月                   | 3月                   | 4月                   | 5月                   | 6月                   | 7月                   | 8月                   | 9月                   | 10月                  | 11月                  | 12月                  | 全年                  |
| --------------------- | --------------------- | --------------------- | --------------------- | --------------------- | --------------------- | --------------------- | --------------------- | --------------------- | --------------------- | --------------------- | --------------------- | --------------------- | --------------------- |
| 历史最高温 °C（°F）   | 20.3 (68.5)           | 23.1 (73.6)           | 27.2 (81.0)           | 27.9 (82.2)           | 31.1 (88.0)           | 37.2 (99.0)           | 38.5 (101.3)          | 38 (100)              | 32.7 (90.9)           | 28.5 (83.3)           | 25 (77)               | 17.7 (63.9)           | 38.5 (101.3)          |
| 平均高温 °C（°F）     | 6.4 (43.5)            | 8.2 (46.8)            | 12 (54)               | 14.8 (58.6)           | 19.5 (67.1)           | 23.6 (74.5)           | 25.7 (78.3)           | 25.3 (77.5)           | 20.6 (69.1)           | 16.6 (61.9)           | 9.9 (49.8)            | 6.4 (43.5)            | 15.8 (60.4)           |
| 日均气温 °C（°F）     | 2.1 (35.8)            | 3.3 (37.9)            | 5.9 (42.6)            | 8.6 (47.5)            | 12.9 (55.2)           | 16.5 (61.7)           | 18.4 (65.1)           | 18 (64)               | 13.9 (57.0)           | 10.9 (51.6)           | 5.5 (41.9)            | 2.5 (36.5)            | 9.9 (49.8)            |
| 平均低温 °C（°F）     | −2.2 (28.0)           | −1.7 (28.9)           | −0.2 (31.6)           | 2.4 (36.3)            | 6.4 (43.5)            | 9.3 (48.7)            | 11.1 (52.0)           | 10.7 (51.3)           | 7.2 (45.0)            | 5.2 (41.4)            | 1.2 (34.2)            | −1.4 (29.5)           | 4 (39)                |
| 历史最低温 °C（°F）   | −17.4 (0.7)           | −21 (−6)              | −22.1 (−7.8)          | −9 (16)               | −3.8 (25.2)           | −0.7 (30.7)           | 1.5 (34.7)            | −0.2 (31.6)           | −2.5 (27.5)           | −10 (14)              | −13.2 (8.2)           | −19.8 (−3.6)          | −22.1 (−7.8)          |
| 平均降水量 mm（）     | 57.8 (2.28)           | 50 (2.0)              | 46.6 (1.83)           | 69.9 (2.75)           | 91.5 (3.60)           | 73 (2.9)              | 86 (3.4)              | 88.8 (3.50)           | 87.5 (3.44)           | 83.8 (3.30)           | 83.1 (3.27)           | 55.3 (2.18)           | 873.3 (34.38)         |
| 月均日照時數          | 91.2                  | 115.6                 | 162.5                 | 167.2                 | 196.7                 | 250.8                 | 259.6                 | 215.6                 | 182.3                 | 139.9                 | 83.4                  | 73.5                  | 1,938.3               |
| 来源：infoclimat.fr   |                       |                       |                       |                       |                       |                       |                       |                       |                       |                       |                       |                       |                       |

## 行政区划
昂贝尔的市镇编号为63003，邮政编号为63600。
在行政管理方面，昂贝尔隶属于法国奥弗涅-罗讷-阿尔卑斯大区多姆山省，同时也是该省的一个副省会，下辖昂贝尔区；在地方选举方面，昂贝尔是昂贝尔县的中央投票站所在地，其市镇范围全境被划入多姆山省第五选区；在社会管理方面，昂贝尔是昂贝尔利夫拉杜瓦-福雷市镇公共社区的办公驻地。
截至2023年3月，昂贝尔市镇范围内暂无城市敏感街区及城市政策优先街区。
法国国家统计与经济研究所（简称）在进行数据统计时，将昂贝尔及相邻的另外两个市镇设为昂贝尔城市核心区（Unité urbaine d'Ambert），并将包括核心区在内的周边共9个市镇划为昂贝尔城市区（Aire urbaine d'Ambert）。自2020年起，昂贝尔城市区被包含29个市镇的昂贝尔城市辐射区代替。此外，还将昂贝尔市镇分为了两个“块区”（IRIS），以便于统计人口分布情况。

## 交通

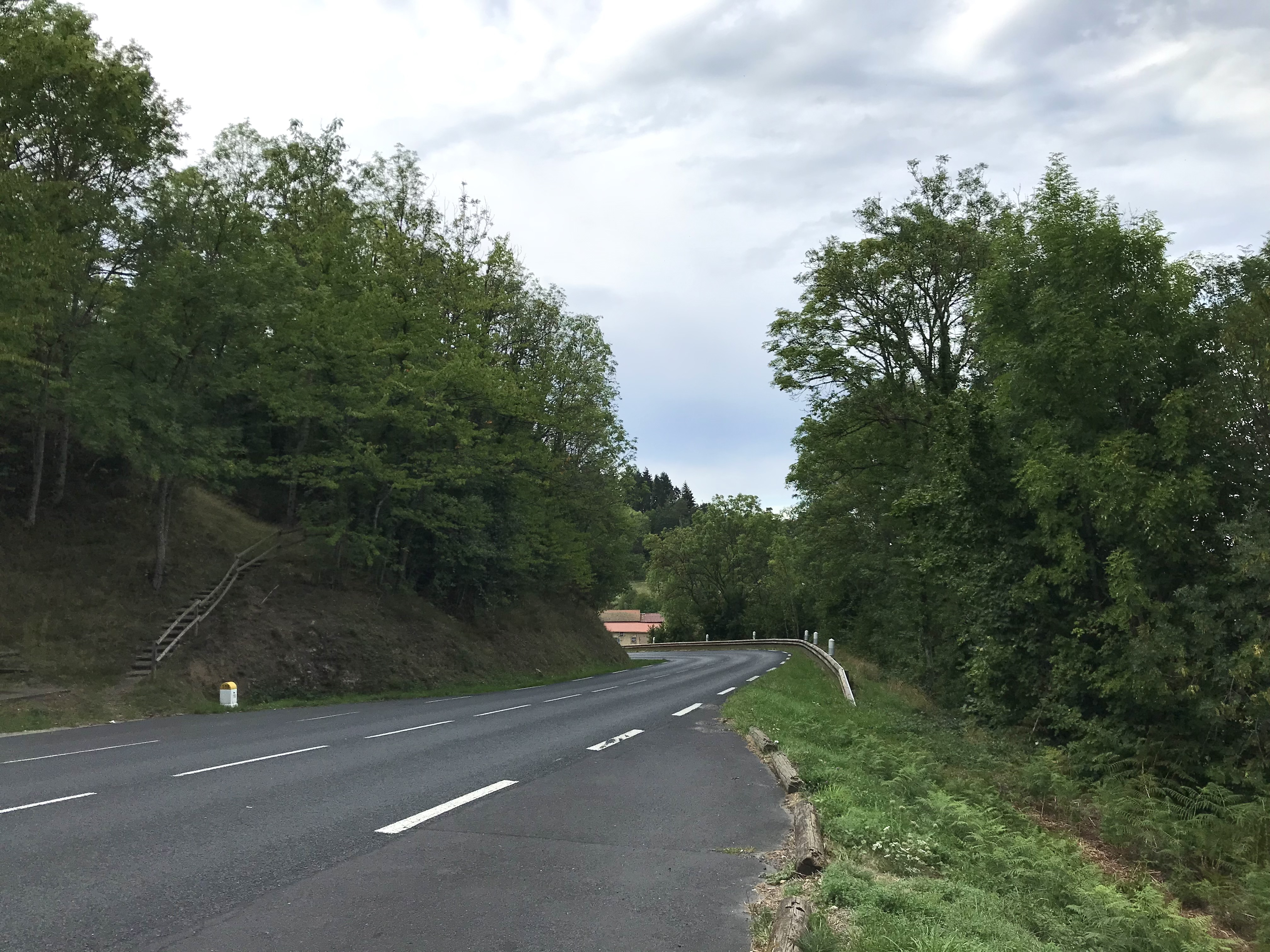
连接昂贝尔的省道D996线

### 公路
多姆山省省道D38线、D65线、D66线、D67线、D106线、D906线和D996线在昂贝尔境内交汇。奥弗涅-罗讷-阿尔卑斯大区下属的城际客运提供巴士线路，可前往克莱蒙费朗、维希和蒂耶尔。
| 29 | 51 |

| 13 | 52 |

| 克莱蒙费朗 | 74 |

| 比永 | 48 |

| 蒂耶尔 | 54 |

| 伊苏瓦尔 | 55 |

| 蒙布里松 | 45 |

| 拉谢斯迪约 | 30 |

2019年，63.2%的昂贝尔家庭拥有至少一辆私人汽车。2019年，昂贝尔境内共发生各类交通事故3起，造成3人受伤，其中3人重伤。

### 铁路
昂贝尔位于圣日耳曼代福塞－达尔萨克铁路上，该铁路昂贝尔段被当地民间组织利用开行旅游观光列车。
距离昂贝尔最近的运营中的客运铁路车站为49公里外的蓬德多尔站，该站停靠往返于克莱蒙费朗和蒂耶尔一线的区域列车。

### 航空
昂贝尔距离勒皮机场和克莱蒙费朗的公路里程分别约61公里和68公里。

### 城市公共交通
截至2023年3月，昂贝尔暂无城市公共交通系统。

## 政治

### 市政内阁

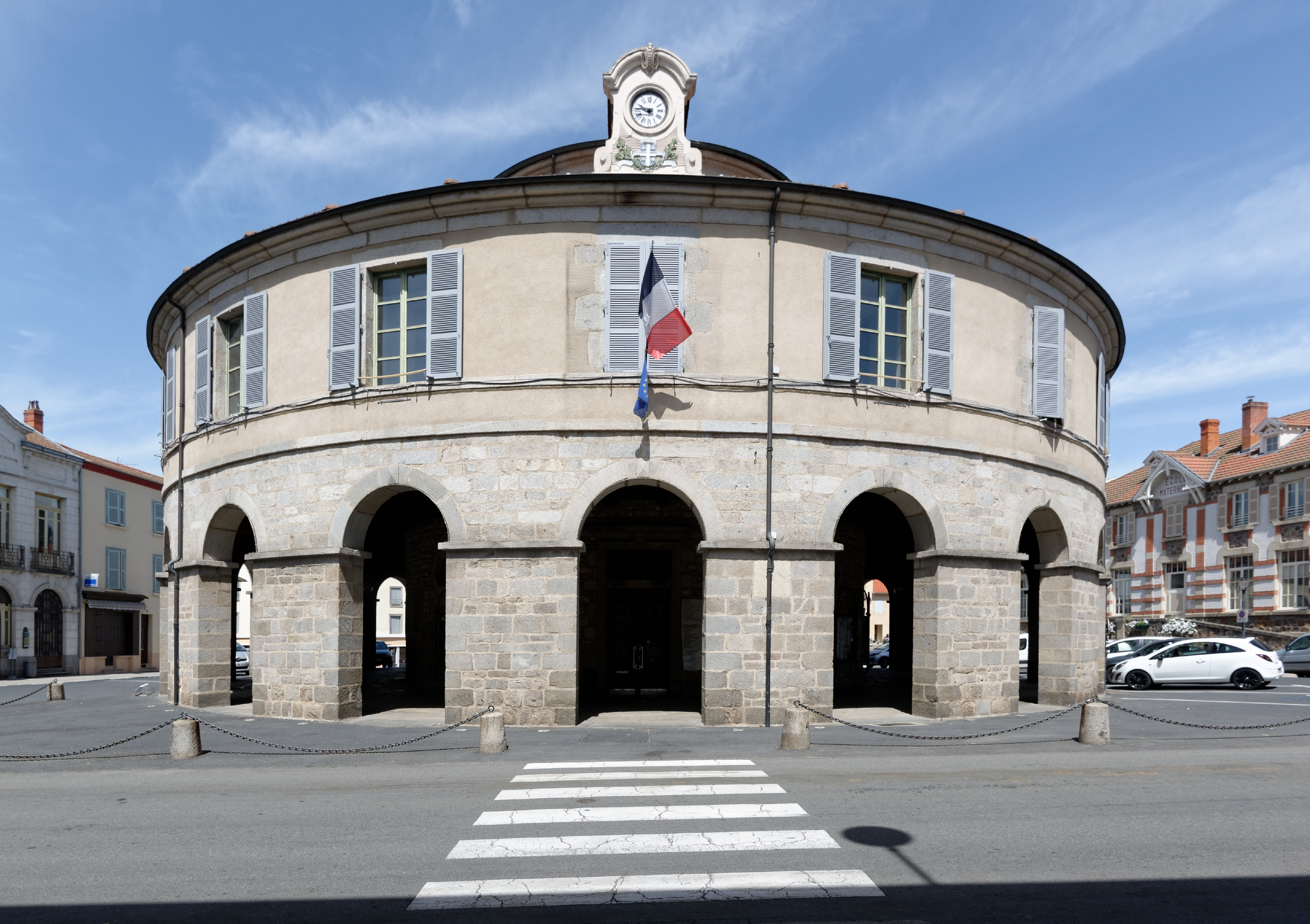
昂贝尔市政厅

昂贝尔的现任市长为居伊·戈尔比内先生（Guy GORBINET），他是一名右翼无党派人士，在2020年的市政选举中获得了40.18%的支持率。
| 昂贝尔历届市长 | 昂贝尔历届市长                           | 昂贝尔历届市长                       |
| 任期           | 市长                                     | 党派                                 |
| -------------- | ---------------------------------------- | ------------------------------------ |
| 1944年－1954年 | Claudius PENEL 克洛迪尤斯·佩内尔         | RGR共和国左翼联盟                    |
| 1954年－1977年 | Robert LACROIX 罗贝尔·拉克鲁瓦           | RGR共和国左翼联盟 →DVG左翼无党派人士 |
| 1977年－1995年 | Georges CHANOINE 乔治·沙努瓦纳           | UDF法国民主联盟 →PR法国共和人党      |
| 1995年－2008年 | Jean AULAGNIER 让·奥拉尼耶               | UDF法国民主联盟 →MoDem民主运动       |
| 2008年－2014年 | Christian CHEVALEYRE 克里斯蒂安·舍瓦莱尔 | DVG左翼无党派人士                    |
| 2014年－2020年 | Myriam FOUGÈRE 米里亚姆·富热尔           | LR共和黨                             |
| 2020年－       | Guy GORBINET 居伊·戈尔比内               | DVD右翼无党派人士                    |

### 各级选举
| 昂贝尔历届投票选举结果 | 昂贝尔历届投票选举结果 | 昂贝尔历届投票选举结果 | 昂贝尔历届投票选举结果 | 昂贝尔历届投票选举结果        | 昂贝尔历届投票选举结果 | 昂贝尔历届投票选举结果 | 昂贝尔历届投票选举结果        | 昂贝尔历届投票选举结果 | 昂贝尔历届投票选举结果 |
| 选举项目               | 选举范围               | 选区单位               | 选区单位内的选举结果   | 选区单位内的选举结果          | 选区单位内的选举结果   | 选区单位内的选举结果   | 选区单位内的选举结果          | 选区单位内的选举结果   | 参考资料               |
| 选举项目               | 选举范围               | 选区单位               | 第一轮胜出者           | 第一轮胜出者                  | 支持率                 | 第二轮胜出者           | 第二轮胜出者                  | 支持率                 | 参考资料               |
| ---------------------- | ---------------------- | ---------------------- | ---------------------- | ----------------------------- | ---------------------- | ---------------------- | ----------------------------- | ---------------------- | ---------------------- |
| 2017年法國總統選舉     | 法國                   | 市镇                   |                        | 埃马纽埃尔·马克龙             | 25.17%                 |                        | 埃马纽埃尔·马克龙             | 67.69%                 | [ 31 ]                 |
| 2017年法国立法选举     | 多姆山省第五选区       | 市镇                   |                        | 安德烈·沙赛涅                 | 41.23%                 |                        | 安德烈·沙赛涅                 | 66.11%                 | [ 31 ]                 |
| 2019年欧洲议会选举     | 法國                   | 市镇                   |                        | 娜塔莉·卢瓦索                 | 22.92%                 | （不适用）             | （不适用）                    | （不适用）             | [ 33 ]                 |
| 2021年法国省级选举     | 多姆山省               | 县                     |                        | 瓦莱丽·普吕尼耶 米歇尔·索瓦德 | 59.01%                 |                        | 瓦莱丽·普吕尼耶 米歇尔·索瓦德 | 72.17%                 | [ 34 ]                 |
| 2021年法国省级选举     | 多姆山省               | 市镇                   |                        | 瓦莱丽·普吕尼耶 米歇尔·索瓦德 | 64.04%                 |                        | 瓦莱丽·普吕尼耶 米歇尔·索瓦德 | 74.77%                 | [ 34 ]                 |
| 2021年法国大区选举     |                        | 市镇                   |                        | 洛朗·沃基耶                   | 65.38%                 |                        | 洛朗·沃基耶                   | 71.35%                 | [ 35 ]                 |
| 2022年法国总统选举     | 法國                   | 市镇                   |                        | 埃马纽埃尔·马克龙             | 29.05%                 |                        | 埃马纽埃尔·马克龙             | 55.1%                  | [ 31 ]                 |
| 2022年法国立法选举     | 多姆山省第五选区       | 市镇                   |                        | 安德烈·沙赛涅                 | 55.88%                 |                        | 安德烈·沙赛涅                 | 77.15%                 | [ 31 ]                 |

## 人口
2019年，昂贝尔市镇人口数量为6,655，在法国排名第1,605位。其中男性3,137人，女性3,518人，75岁及以上人口占13.5%，外籍人口数量为264人，人口密度为110人/平方公里，当地居民被称为（男性）或（女性）。2020年，昂贝尔境内出生52人，死亡人口103人。
| 昂贝尔1901年－2020年人口变化情况 |
|                                  |
| 数据来源：Cassini、INSEE         |

## 经济

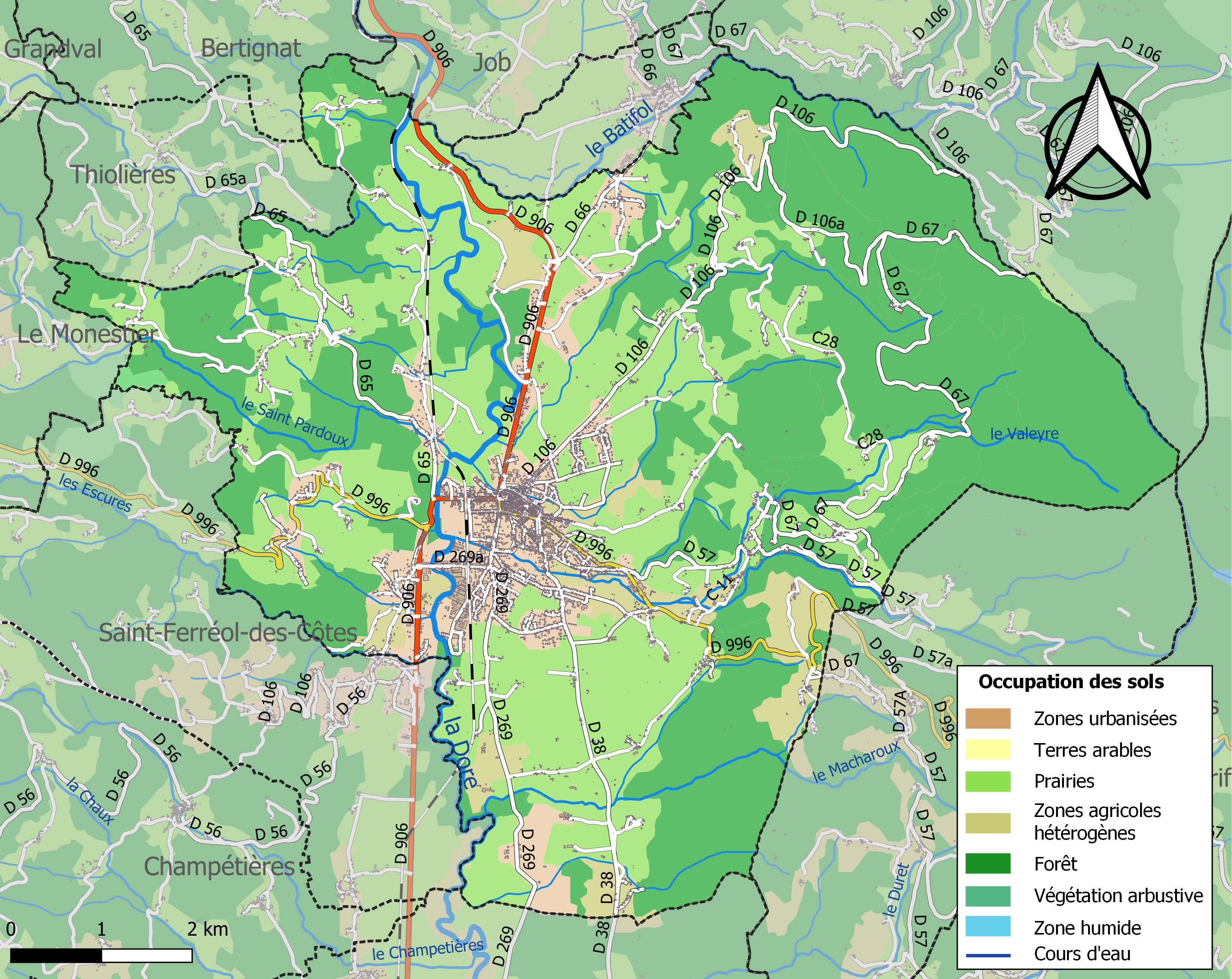
昂贝尔土地利用情况地图

昂贝尔是一个区域性的中心城市。截止2023年3月，昂贝尔市镇范围内共有各类用人单位（包含自雇）1,226家，平均历史为20年，其中97.67%为中小型企业（PME），2023年1月至3月间，当地的经济活力指数为0.57%。（电缆生产）、（纺织工业）及（纺织工业）是当地2021年营业额最高的三个企业，分别为151,443,038欧元、24,884,134欧元和18,365,677欧元。

## 财政与居民收入
2021年，昂贝尔的财政收入总额为7,283,440欧元，财政支出总额为6,950,900欧元，当年的债务总额为7,429,970欧元。 2021年，昂贝尔市镇通过增值税获得592,530欧元的收入，此外当地还共获得了1,522,520欧元的国家直接财政补助。
2020年，昂贝尔的人均月收入总额为2,112欧元，其中高级职员为3,782欧元，低于法国平均水平（4,230欧元）；中级职员为2,641欧元，高于法国平均水平（2,411欧元）；普通职员为1,728欧元，低于法国平均水平（1,740欧元）。
2019年，昂贝尔境内的贫困率为15%，青壮年（15至64岁）失业率为10.3%；当地50.3%的家庭拥有纳税资格，平均纳税3,459欧元，低于法国平均水平（3,910欧元）。

## 社会事务

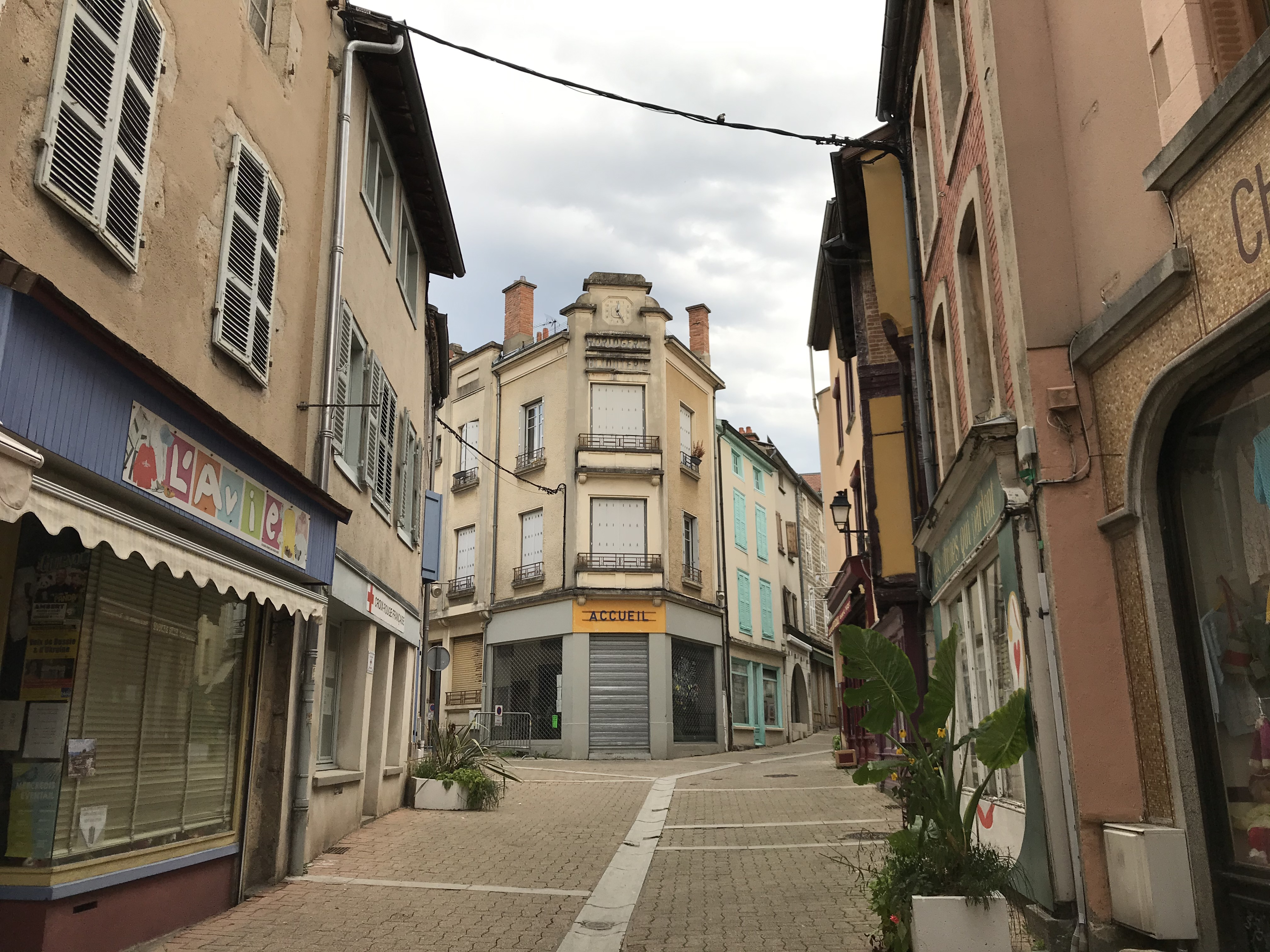
城堡街

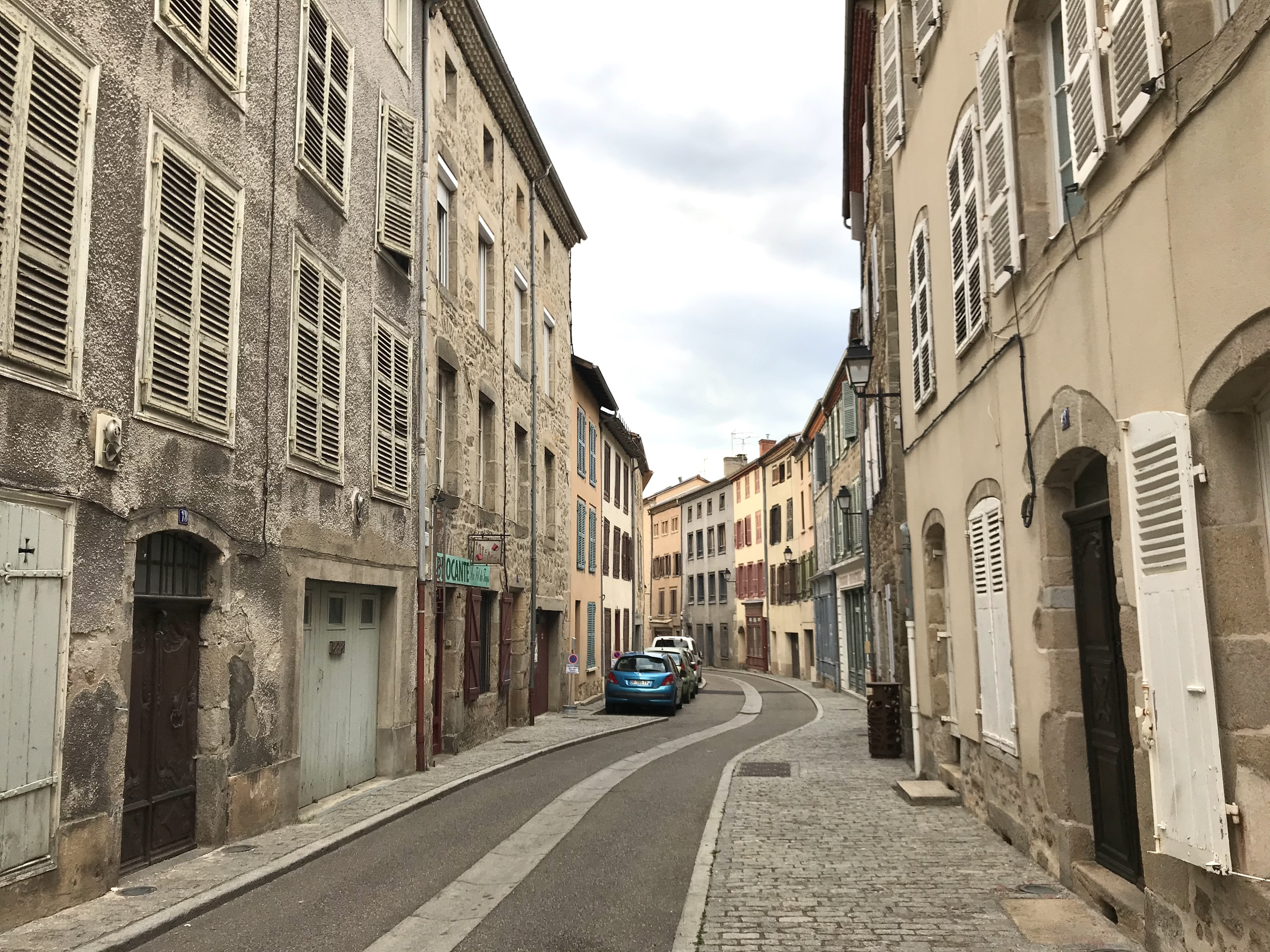
瓜街

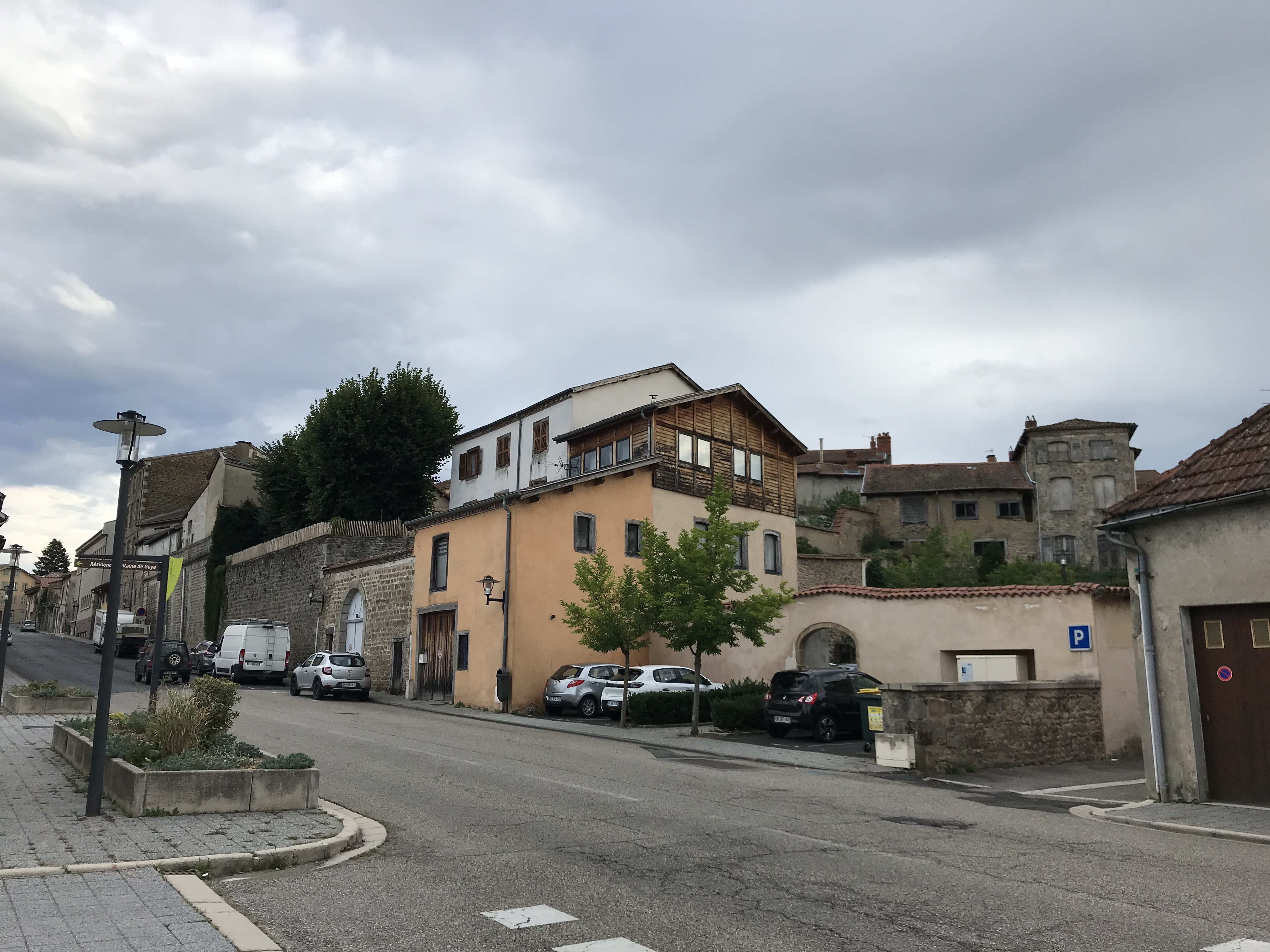
欧罗巴大道附近的居民建筑

### 教育
昂贝尔属于克莱蒙费朗学区。截止2021年1月1日，昂贝尔境内共有1所幼儿园、2所小学、2所初级中学和1所普通高中。2021至2022学年度，昂贝尔境内共有在校中等教育阶段学生982名。
在高等教育方面，昂贝尔境内有一所卫生学校。

### 医疗
截止2021年1月1日，昂贝尔境内共有全科医生6名、保健师11名、牙医10名、护士9名和眼科医生2名。境内共有药房3家、养老院1家、残疾人帮扶中心1家。
昂贝尔中心医院（Centre Hospitalier d'Ambert）是法国的一个区域性医疗机构，其主病区位于昂贝尔市区，设有床位307个，是当地规模最大的公立综合性医院。

### 住房
2019年，昂贝尔境内共有各类住房4,180套，其中70.9%为独立式居民区，28.9%为集中式居民区。常住房屋占昂贝尔市镇范围内居民建筑总量的76.1%。
在住房保障政策方面，2021年，昂贝尔境内共有629户家庭获得了住房经济补助，受益人数占总人口数量的9.5%，其中600份为房租补助。

### 商业
2021年，昂贝尔境内共有各类实体商铺210家，其中餐厅28家、大型超市3家、杂货店3家、面包房8家、肉铺7家、书店3家、装饰品店1家、银行门店8家、美容美发店11家、汽车维修店19家。市区西部建有家乐福、Aldi等综合购物商场。

### 体育
2021年，昂贝尔境内共有1家游泳池、2间体育馆、5处网球场、2处足球或橄榄球场以及1处篮球或排球场。
截至2023年3月，昂贝尔境内共有两家注册足球俱乐部。昂贝尔体育联盟足球俱乐部（编号506458）是当地的代表性足球队，成立于1921年，其主队2022至2023赛季参加奥弗涅-罗讷-阿尔卑斯大区足球联赛丙组（法国第八级别），其主场为市政球场（Stade Municipal）。

### 环境
昂贝尔的环境事务由其所属的昂贝尔利夫拉杜瓦-福雷市镇公共社区联合各级政府协调负责。2021年，昂贝尔境内共有2家污染企业。

### 治安
2021年，昂贝尔市镇范围内有1处宪兵队。
昂贝尔国家宪兵队（zone gendarmerie de Ambert）的管辖范围共包括55个市镇。2020年，该宪兵队累计记录各类案件700起，其中盗窃类案件307起，经济类案件120起，毒品交易类案件27起。

## 文化

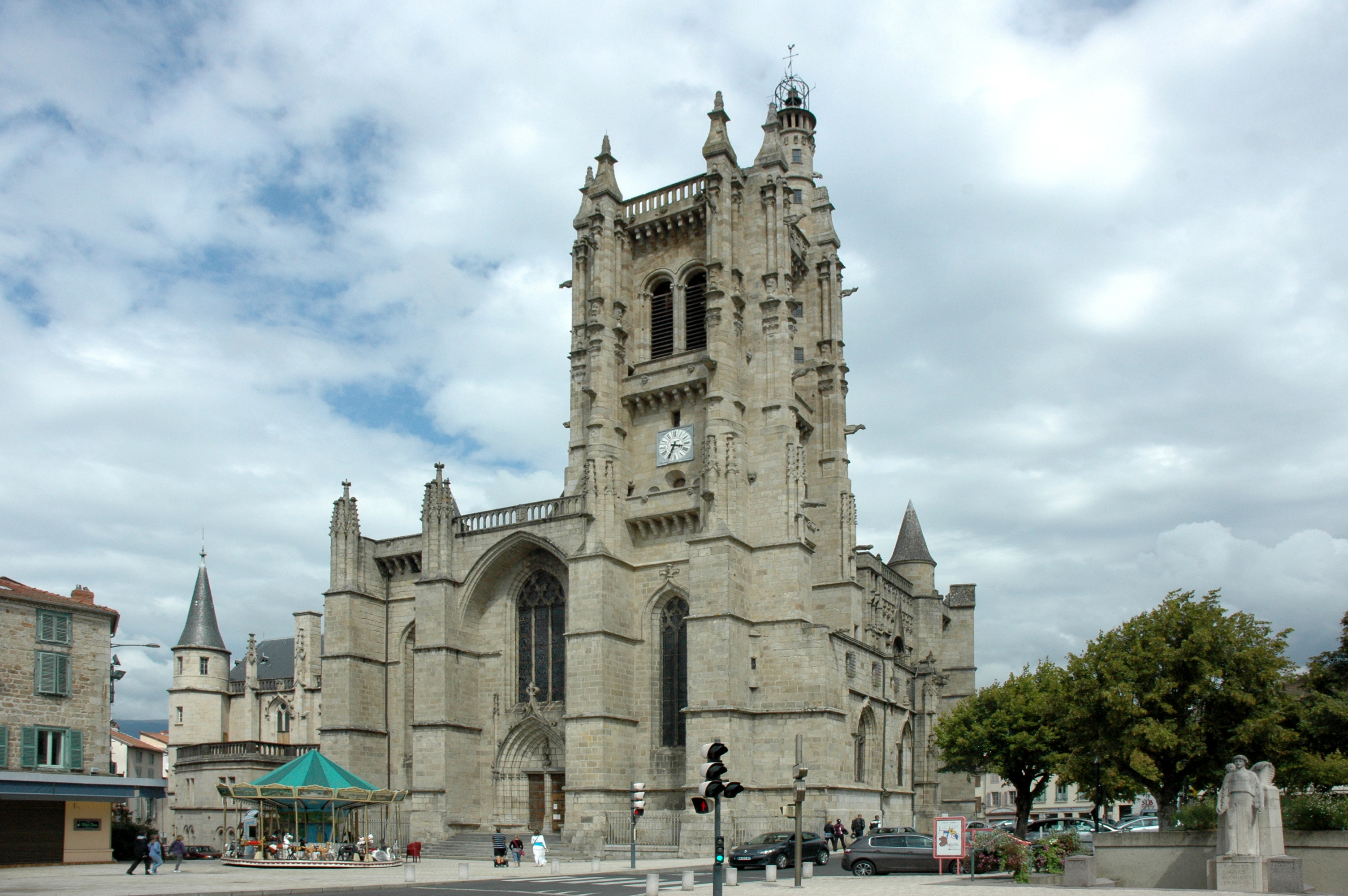
昂贝尔圣让教堂

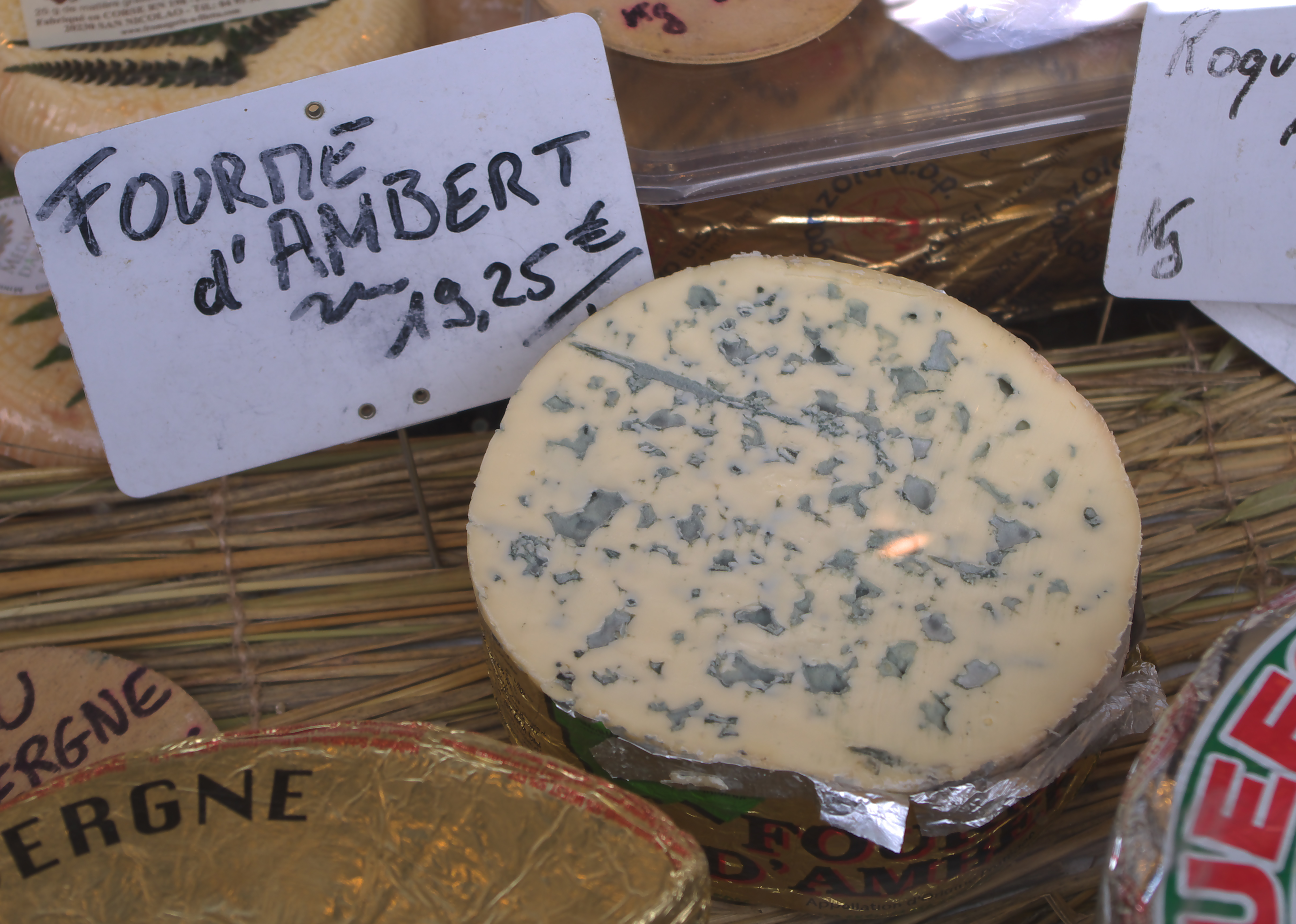
集市上售卖的昂贝尔奶酪

2021年，昂贝尔境内有1家电影院。昂贝尔境内建有亚历山大·维亚拉特多媒体中心（Médiathèque Alexandre-Vialatte d’Ambert），每周一至六向公众开放。

### 建筑
昂贝尔境内有多处历史建筑，其中昂贝尔圣让教堂、里夏尔德巴造纸磨坊等为法国国家文物保护单位。

### 旅游
昂贝尔的旅游事务由其所属的昂贝尔利夫拉杜瓦-福雷市镇公共社区负责。2022年，昂贝尔境内共有3家酒店共计39间房间；另有2个露营地，可容纳共129辆露营车。

### 媒体
法国主要的媒体均可在昂贝尔接收，法国电视三台下属的奥弗涅-罗讷-阿尔卑斯大区频道在部分时段播出昂贝尔所在多姆山省的地方新闻。《山地报》、蓝色法兰西奥弗涅地区广播、震动广播、Scoop广播等为当地主要的地方性媒体。

## 相关人物
法国作家亨利·普拉、让-克洛德·穆尔勒瓦和游泳运动员西蒙·迪富尔出生于昂贝尔。

## 友好城市
截至2023年3月，昂贝尔共与两座城市互为友好城市关系：
- 德国 特里费尔斯山麓安韦勒
- 義大利 戈尔贡佐拉